# Joué-l'Abbé
Joué-l'Abbé est une commune française, située dans le département de la Sarthe en région Pays de la Loire, peuplée de 1 275 habitants.
La commune fait partie de la province historique du Maine, et se situe dans le Haut-Maine (Maine roux).

## Géographie
| La Guierche         | Souligné-sous-Ballon | Souligné-sous-Ballon |
| La Guierche         | Joué-l'Abbé          | Courcebœufs          |
| Neuville-sur-Sarthe | Neuville-sur-Sarthe  | Savigné-l'Évêque     |

### Climat
Pour des articles plus généraux, voir Climat des Pays de la Loire et Climat de la Sarthe.
En 2010, le climat de la commune est de type climat océanique dégradé des plaines du Centre et du Nord, selon une étude du CNRS s'appuyant sur une série de données couvrant la période 1971-2000. En 2020, Météo-France publie une typologie des climats de la France métropolitaine dans laquelle la commune est dans une zone de transition entre le climat océanique et le climat océanique altéré et est dans la région climatique  Moyenne vallée de la Loire, caractérisée par une bonne insolation (1 850 h/an) et un été peu pluvieux. 
Pour la période 1971-2000, la température annuelle moyenne est de 11 °C, avec une amplitude thermique annuelle de 14,3 °C. Le cumul annuel moyen de précipitations est de 700 mm, avec 11,8 jours de précipitations en janvier et 7,3 jours en juillet. Pour la période 1991-2020, la température moyenne annuelle observée sur la station météorologique de Météo-France la plus proche, sur la commune de Saint-Corneille à 10 km à vol d'oiseau, est de 12,0 °C et le cumul annuel moyen de précipitations est de 774,0 mm,. Pour l'avenir, les paramètres climatiques de la commune estimés pour 2050 selon différents scénarios d'émission de gaz à effet de serre sont consultables sur un site dédié publié par Météo-France en novembre 2022.

## Urbanisme

### Typologie
Au 1er janvier 2024, Joué-l'Abbé est catégorisée bourg rural, selon la nouvelle grille communale de densité à sept niveaux définie par l'Insee en 2022.
Elle appartient à l'unité urbaine de Joué-l'Abbé, une agglomération intra-départementale regroupant deux  communes, dont elle est ville-centre,,. Par ailleurs la commune fait partie de l'aire d'attraction du Mans, dont elle est une commune de la couronne,. Cette aire, qui regroupe 144 communes, est catégorisée dans les aires de 200 000 à moins de 700 000 habitants,.

### Occupation des sols
L'occupation des sols de la commune, telle qu'elle ressort de la base de données européenne d’occupation biophysique des sols Corine Land Cover (CLC), est marquée par l'importance des territoires agricoles (86,9 % en 2018), en diminution par rapport à 1990 (88,4 %). La répartition détaillée en 2018 est la suivante : 
terres arables (64,3 %), prairies (19,6 %), forêts (9,1 %), zones urbanisées (3,9 %), zones agricoles hétérogènes (3 %). L'évolution de l’occupation des sols de la commune et de ses infrastructures peut être observée sur les différentes représentations cartographiques du territoire : la carte de Cassini (XVIIIe siècle), la carte d'état-major (1820-1866) et les cartes ou photos aériennes de l'IGN pour la période actuelle (1950 à aujourd'hui).

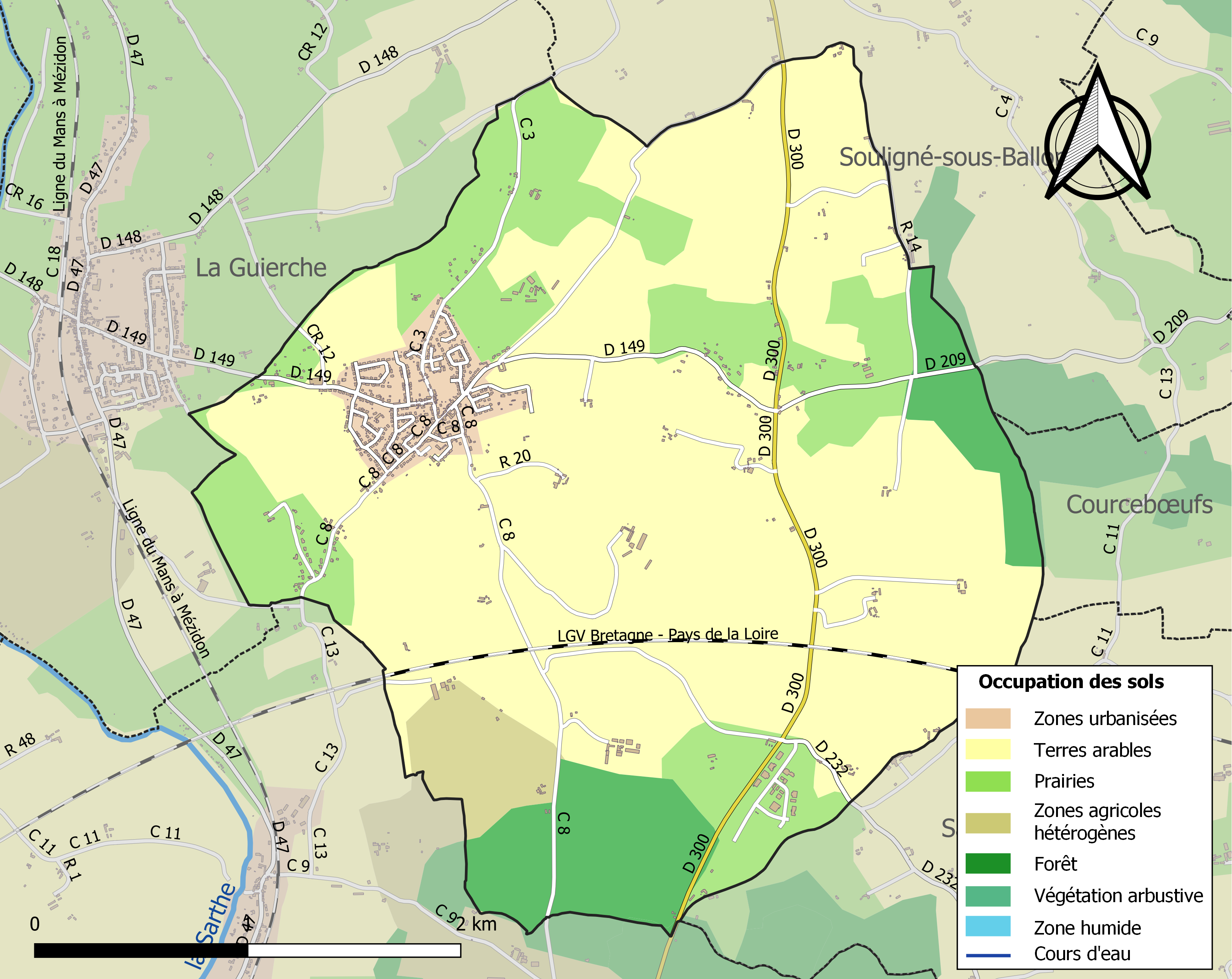
Carte des infrastructures et de l'occupation des sols de la commune en 2018 (CLC).

## Toponymie
Le nom de la localité est attesté sous les formes Gaviacensis vicaria en 900 et Joiacus au XIIe siècle,. Le toponyme serait issu de l'anthroponyme latin Gaudius ou roman Gavius.
Le gentilé est Joyeux.

## Politique et administration

### Administration municipale
| Période                                  | Période   | Identité      | Étiquette | Qualité                            |
| ---------------------------------------- | --------- | ------------- | --------- | ---------------------------------- |
| 1898                                     |           | - Hatton      |           |                                    |
|                                          |           |               |           |                                    |
| janvier 1972                             | mars 2008 | Raoul Triger  |           |                                    |
| mars 2008                                | mai 2020  | Janny Mercier | DVG       | Retraitée de l'Éducation nationale |
| mai 2020                                 | En cours  | Magali Lainé  | SE        | Cadre de santé                     |
| Les données manquantes sont à compléter. |           |               |           |                                    |

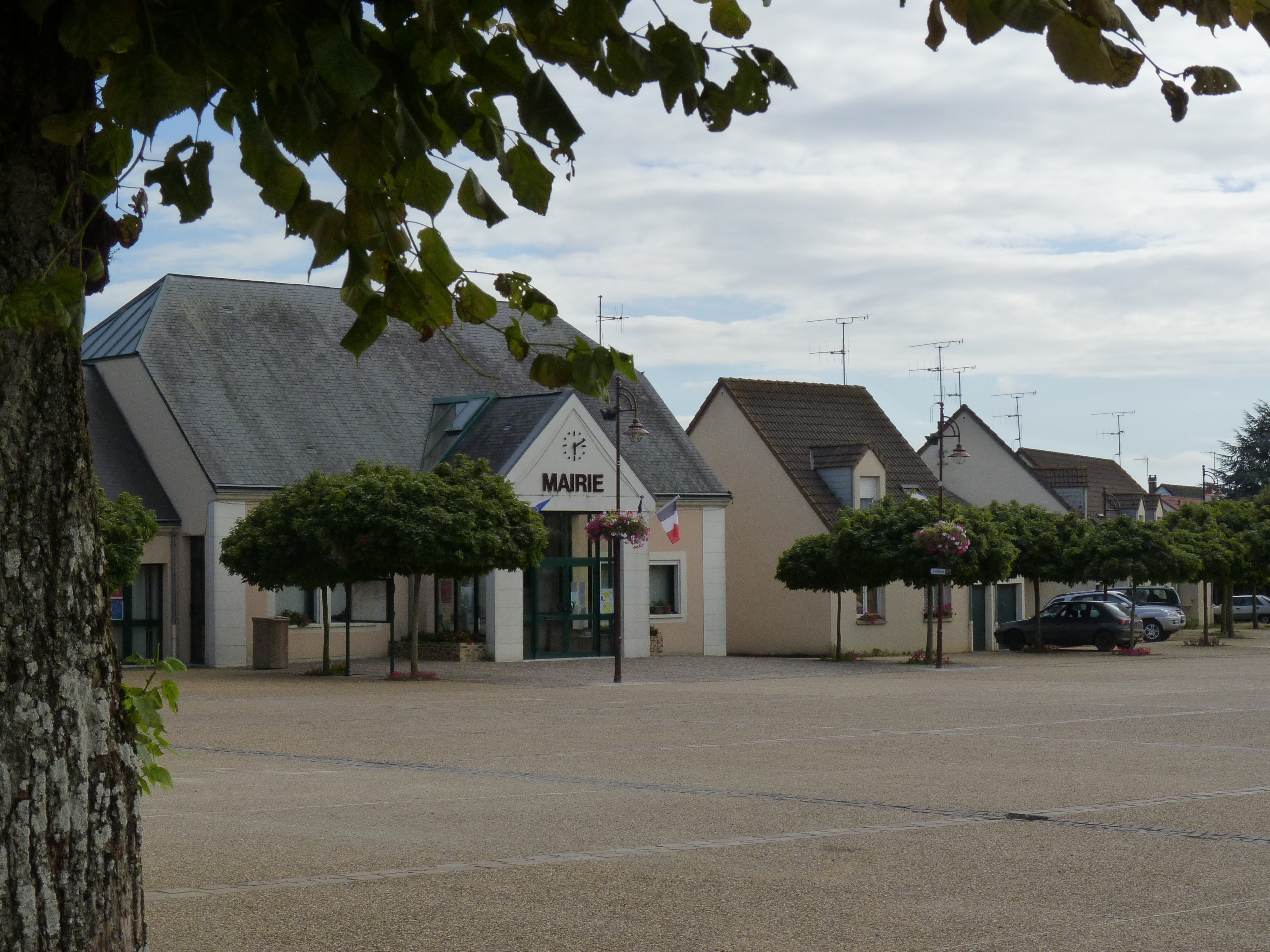
La mairie.

Le conseil municipal est composé de quinze membres dont le maire et quatre adjoints.

### Jumelage
- Hévíz (Hongrie) depuis 2010.

## Population et société

### Démographie
L'évolution du nombre d'habitants est connue à travers les recensements de la population effectués dans la commune depuis 1793. Pour les communes de moins de 10 000 habitants, une enquête de recensement portant sur toute la population est réalisée tous les cinq ans, les populations de référence des années intermédiaires étant quant à elles estimées par interpolation ou extrapolation. Pour la commune, le premier recensement exhaustif entrant dans le cadre du nouveau dispositif a été réalisé en 2006.
En 2022, la commune comptait 1 275 habitants, en évolution de −0,86 % par rapport à 2016 (Sarthe : −0,25 %, France hors Mayotte : +2,11 %).
Joué-l'Abbé avait compté jusqu'à 697 habitants en 1866 puis la population était redescendu à 362 habitants (1968). Le précédent maximum fut dépassé en 1982 (711 habitants).
| 1793 | 1800 | 1806 | 1821 | 1831 | 1836 | 1841 | 1846 | 1851 |
| ---- | ---- | ---- | ---- | ---- | ---- | ---- | ---- | ---- |
| 620  | 465  | 399  | 592  | 649  | 643  | 651  | 660  | 684  |

| 1856 | 1861 | 1866 | 1872 | 1876 | 1881 | 1886 | 1891 | 1896 |
| ---- | ---- | ---- | ---- | ---- | ---- | ---- | ---- | ---- |
| 678  | 673  | 697  | 664  | 626  | 566  | 559  | 529  | 529  |

| 1901 | 1906 | 1911 | 1921 | 1926 | 1931 | 1936 | 1946 | 1954 |
| ---- | ---- | ---- | ---- | ---- | ---- | ---- | ---- | ---- |
| 526  | 516  | 471  | 416  | 399  | 374  | 401  | 396  | 422  |

| 1962 | 1968 | 1975 | 1982 | 1990 | 1999  | 2006  | 2011  | 2016  |
| ---- | ---- | ---- | ---- | ---- | ----- | ----- | ----- | ----- |
| 402  | 362  | 372  | 711  | 822  | 1 007 | 1 152 | 1 269 | 1 286 |

| 2021  | 2022  | - | - | - | - | - | - | - |
| ----- | ----- | - | - | - | - | - | - | - |
| 1 270 | 1 275 | - | - | - | - | - | - | - |

### Sports
Le Football Club Joué-l'Abbé-La Guierche fait évoluer une équipe de football en division de district.

## Culture locale et patrimoine

### Lieux et monuments

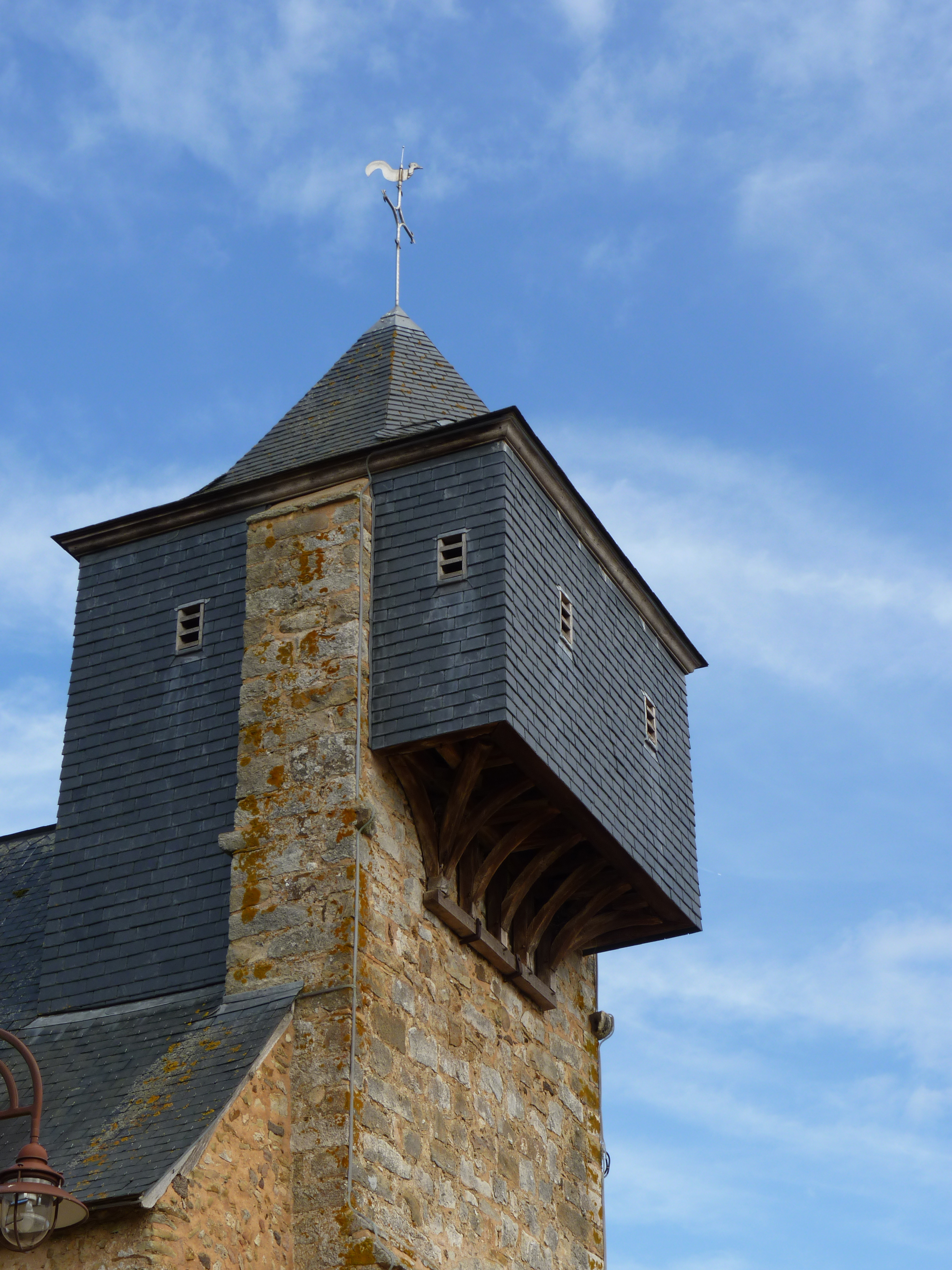
Détail du clocher.

- Église Saint-Denis, ancien prieuré du XIe siècle[29]. Une statue de saint Jean du XVIe siècle est classée à titre d'objet aux monuments historiques[30]

### Personnalités liées
- Martin Winckler, auteur de La Maladie de Sachs (1998). Il s'inspire de son expérience de médecin, ayant été praticien à Joué-l'Abbé à partir de 1983[31].